# Europees kampioenschap crosstriatlon 2018
Het Europees kampioenschap crosstriatlon 2018 was een door de European Triathlon Union (ETU) georganiseerd kampioenschap voor crosstriatleten. De 12e editie van dit Europees kampioenschap ging door te Ibiza op 28 oktober 2018 en maakte deel uit van de Europese kampioenschappen multisport.

## Resultaten

### Heren
| Plaats | Atleet                       | Tijd    |
| ------ | ---------------------------- | ------- |
| 1      | Tim Van Hemel                | 1:19:39 |
| 2      | Brice Daubord                | 1:20:19 |
| 3      | Marcello Ugazio              | 1:20:37 |
| 4      | Filippo Rinaldi              | 1:21:09 |
| 5      | Arthur Serrieres             | 1:21:17 |
| 6      | Tommaso Gatti                | 1:21:52 |
| 7      | Rui Dolores                  | 1:22:08 |
| 8      | Kevin Tarek Viñuela Gonzalez | 1:22:39 |
| 9      | Jens Roth                    | 1:23:17 |
| 10     | Corintin Duclos              | 1:24:07 |

### Dames
| Plaats | Atleet             | Tijd    |
| ------ | ------------------ | ------- |
| 1      | Nicole Walters     | 1:33:50 |
| 2      | Laura Gomez Ramon  | 1:36:49 |
| 3      | Sofiya Pryyma      | 1:36:52 |
| 4      | Sandra Mairhofer   | 1:38:48 |
| 5      | Eleonora Peroncini | 1:39:17 |
| 6      | Bianca Morvillo    | 1:40:46 |
| 7      | Ladina Buss        | 1:41:11 |
| 8      | Kristina Lapinova  | 1:42:14 |
| 9      | Antoanela Manac    | 1:42:22 |
| 10     | Daria Rogozina     | 1:42:52 |

2007 · 2008 · 2009 · 2010 · 2011 · 2012 · 2013 · 2014 · 2015 · 2016 · 2017 · 2018 · 2019 · 2020